# Топорков, Андрей Львович
Андре́й Льво́вич Топорко́в (род. 15 мая 1958, Ленинград, СССР) — российский фольклорист, литературовед и этнограф. Доктор филологических наук, профессор, член-корреспондент РАН (2006).

## Биография
Окончил факультет русского языка и литературы Ленинградского государственного педагогического института им. А. И. Герцена. Работал в школе учителем русского языка и литературы (1980—1983), библиотекарем в Библиотеке Академии наук (1983—1984), библиотекарем и научным сотрудником в Дирекции объединения музеев Ленинградской области (1985—1989).
Кандидат исторических наук (1986, диссертация «Домашняя утварь в обрядах и повериях Полесья (XIX — начало XX в.»)), доктор филологических наук (1998, диссертация «Мифологические теории в русской филологической науке XIX века»). С декабря 1989 года работает в Институте мировой литературы им. А. М. Горького РАН. С 1993 по 2019 преподавал в РГГУ, с 2006 года — профессор. Преподавал на Факультете этнологии Европейского университета в Санкт-Петербурге. Член-корреспондент РАН с 25 мая 2006 года по Отделению историко-филологических наук (литературоведение).
Участник полесских экспедиций под руководством академика Н. И. Толстого. С 2003 по 2011 руководил экспедициями в Пудожский и Вытегорский районы. Стипендиат Программы Фулбрайта. Лауреат премии им. П. Г. Богатырёва за монографию «Заговоры в русской рукописной традиции XV—XVII веков» (2008).

## Научная деятельность
А. Л. Топорков — главный научный сотрудник Института мировой литературы им. А. М. Горького РАН (г. Москва), специалист в области славянского фольклора, истории филологической науки и русской литературы. В монографии «Теория мифа в русской филологической науке XIX века» (1997) предложил новое прочтение трудов основателей российской фольклористки. Это направление получило развитие в подготовленных А. Л. Топорковым научных изданиях трудов А. А. Потебни, А. Н. Афанасьева, Г. П. Федотова, Д. К. Зеленина, Ф. И. Буслаева. Под редакцией А. Л. Топоркова увидели свет издания архивных материалов: «Отреченное чтение в России XVII—XVIII вв.» (2002), «Русские заговоры из рукописных источников XVII — первой половины XIX в.» (2010), «Неизвестные страницы русской фольклористики»(2015).
Автор более 500 работ, в том числе монографий «У истоков этикета: Этнографические очерки» (Л., 1990, в соавт.), «Заговоры в русской рукописной традиции XV—XIX вв.: История, символика, поэтика» (М., 2005), «Источники „Повести о Светомире царевиче“ Вяч. Иванова: древняя и средневековая книжность и фольклор» (2012), «Восточнославянские заговоры: Материалы к функциональному указателю сюжетов и мотивов. Аннотированная библиография» (2014, в соавт.). Член Национального комитета славистов. Член редколлегии журналов «Русская литература», «Studia Litterarum: Литературные исследования», «Литературный факт», «Incantatio».

## Основные публикации

### Заговорно-заклинательная традиция
- База данных «Этнография и фольклор Олонецкой и Архангельской губерний» (Заговоры)
- Сисиниева легенда в фольклорных и рукописных традициях Ближнего Востока, Балкан и Восточной Европы / Отв. ред. А. Л. Топорков. М.: Индрик, 2017. 856 с.
- Введение // Сисиниева легенда в фольклорных и рукописных традициях Ближнего Востока, Балкан и Восточной Европы. М.: Индрик, 2017. С. 13-28 (совм. с А. К. Лявданским).
- Восточнославянские заговоры: Материалы к функциональному указателю сюжетов и мотивов. Аннотированная библиография / Авторы-составители Т. А. Агапкина, А. Л. Топорков. М.: «Индрик», 2014. 320 с.
- Отреченное чтение в России XVII—XVIII веков / Отв. ред. А. Л. Топорков, А. А. Турилов. М.: Индрик, 2002. 584 с.
- Полесские заговоры (в записях 1970—1990-х гг.) / Сост., подг. текстов и коммент. Т. А. Агапкиной, Е. Е. Левкиевской, А. Л. Топоркова. М.: Индрик, 2003. 752 с.
- Заговоры в русской рукописной традиции XV—XIX вв.: История, символика, поэтика. М., 2005. 478 с.
- Русские заговоры из рукописных источников XVII — первой половины XIX в. / Сост., подг. текстов, статьи и коммент. А. Л. Топоркова. М.: Индрик, 2010. 832 с.
- Заговорные тексты в структурном и сравнительном освещении. Материалы конференции Комиссии по вербальной магии Международного общества по изучению фольклорных нарративов. 27-29 октября 2011 года, Москва / Редколлегия: Т. А. Михайлова, Дж. Ропер, А. Л. Топорков, Д. С. Николаев. — М.: ПРОБЕЛ-2000, 2011. — 222 с. (Charms, Charmers and Charming.)
- К реконструкции праславянских заговоров // Фольклор и этнография: Проблемы реконструкции фактов традиционной культуры. Л.: Наука, 1990. С. 68-75.Соавт. Т. А. Агапкина
- Указатели славянских заговоров // Живая старина. 1999. № 1. С. 52-54.
- Эпитеты в Олонецком сборнике заговоров XVII в. // Признаковое пространство культуры. М., 2002. С.338-376.
- О рукописи Г. Д. Книголюбова; Заговоры из сборника Г. Д. Книголюбова // Рукописи, которых не было: Подделки в области славянского фольклора / Изд. подг. А. Л. Топорков, Т. Г. Иванова, Л. П. Лаптева, Е. Е. Левкиевская. М.: Ладомир, 2002. C. 352—389
- Любовные заговоры славянских народов в компаративном отношении // Письменность, литература и фольклор славянских народов: XIV Международный съезд славистов. Охрид, 10-16 сентября 2008 г. Доклады российской делегации. М., 2008. С. 484—502.
- Указатели заговоров: проблемы и перспективы // Традиционная культура. 2007. № 2. С. 59-73 (в соавт. с Т. А. Агапкиной).
- Русская языковая метафора в вербальной магии и лирической поэзии// Русский язык в странах СНГ и Балтии. Международная научная конференция. Москва, 22-23 октября 2007 г. М., 2007. С. 430—440.
- К 100-летию со дня выхода в свет книги В. Мансикки «Über russische Zauberformeln mit Berücksichtigung der Blut- und Verrenkungssegen» // Антропологический форум. 2009. № 10. С. 279—296.
- Белорусские версии Второго Мерзебургского заговора // Магия формулы. Материалы круглого стола. М., 2009. С. 3-14 (в соавт. с Т. А. Агапкиной).
- «Вначале было Слово…»: между религией и магией// Forma formans. Studi in onore di Boris Uspenskij / a cura di Sergio Bertolissi e Roberta Salvatore. Napoli, 2010. P. 219—229.
- Параллели между русскими заговорами XVII века и карело-финскими эпическими песнями // «Калевала» в контексте региональной и мировой культуры: Материалы Международной конференции, посвященной 160-летию полного издания «Калевалы». Петрозаводск, 2010. С. 138—147.
- Международная конференция «Заговорные тексты в структурном и сравнительном освещении» // Антропологический форум. 2012. № 16 Online. C. 356—369 (совм. с Е. П. Кузнецовой)
- «Где-то что-то есть»: знахарка из Андомы о жизни, о вере и об опыте целительства // О своей земле, своей вере, настоящем и пережитом в России XX—XXI вв. (к изучению биографического и религиозного нарратива) / Под ред. Е. Б. Смилянской. М.: «Индрик», 2012. С. 235—260 (в соавт. с Е. В. Публичук).
- Иконографический сюжет «Архангел Михаил побивает трясовиц»: генезис, история и социальное функционирование // In Umbra: Демонология как семиотическая система. Альманах. Вып. 1 / Сост. и отв. ред. Д. И. Антонов, О. Б. Христофорова. М.: РГГУ, 2012. С. 247—289.
- Охотничьи заговоры на порчу оружия у восточных славян // Ethnolinguistica Slavica. К 90-летию академика Никиты Ильича Толстого. М., 2013. С. 234—252.
- Международная конференция «Заговоры на бумаге, заговоры в действии» // Антропологический форум. 2013. № 19 Online. С. 427—434.
- Ворон в русских заговорах: между мифологией, фольклором и книжностью // Slavica Svetlanica. Язык и картина мира. М., 2013. C. 273—281.
- Иродовы дочери трясавицы в русских заговорах и литературной традиции // Демонология как семиотическая система. Москва, РГГУ. 15-17 мая 2014 г. М., 2014. С. 100—102.
- «В наших Сказаниях не все то помещено, что известно в селениях» (Фольклорные записи из архивного собрания И. П. Сахарова) // Традиционная культура. 2014. № 4. C. 141—154.
- Русские заговоры против вражеского меча // О вере и суевериях: сборник статей в честь Е. Б. Смилянской / ф-т истории НИУ ВШЭ; сост. В. Е. Борисов; отв. ред. Д. И. Антонов. — М.: Индрик, 2014. С. 15-26.
- «Лежит доска, на ней тоска»: Тоска в любовных заговорах // Русская речь. 2015. № 3. С. 114—120.
- Опыт систематизации русских охотничьих и рыболовецких заговоров: от ранних записей к современности (XVII—XX вв.). Приложение. Указатель охотничьих заговоров восточных славян // Фольклор: Ранние записи. М., 2015. С. 437—458.
- Репертуар и формулы олонецких заговоров (статистические и диахронические аспекты) // Рябининские чтения—2015: Материалы VII конференции по изучению и актуализации культурного наследия Русского Севера). Петрозаводск, 2015. С. 415—418.
- База данных «Заговоры Олонецкой и Архангельской губерний»: исследовательские перспективы // Региональные исследования в фольклористике и этнолингвистике — проблемы и перспективы. Сборник статей / Отв. ред. М. В. Ахметова. М., 2015. С. 183—201.
- Воинские заговоры из «Тихого Дона»: источники, структура, функции // Мир Шолохова. 2016. № 1(5). С. 7-40.
- Заговоры от вражеского оружия в контексте фольклорных фальсификаций И. П. Сахарова // Russian Literature. 2017. № 93/94. С. 103—130.
- Ономастикон Олонецкого сборника заговоров XVII века // Вопросы ономастики. 2018. Т. 15. № 1. С. 115—133.
- Ритуалы и верования Обонежья XVII века (По материалам Олонецкого сборника заговоров) // Фольклор. Традиция и эксперимент. М., 2018. С. 101—128.

### Духовные стихи
- Г. Федотов. Стихи духовные. Русская народная вера по духовным стихам / Отв. редактор А. Л. Топорков; Комм. и подг. текста А. Л. Топоркова. М.: Прогресс, Гнозис, 1991. 192 с.
- Духовные стихи в русской литературе первой трети XX века // Русская литература. 2015. № 1. С. 5-29.

### Детский фольклор
- Страшные истории и пародии на них // Школьный быт и фольклор. Таллин, 1992. Т. 1 С. 86—99.
- Детские секреты в научном освещении (Обзор современной литературы по детскому фольклору) // НЛО, 2000, № 45.
- Пиковая дама в детском фольклоре // Русский школьный фольклор: От «вызываний» Пиковой дамы до семейных рассказов. М., Ладомир; АСТ, 1998. С. 15—55.
- Заумь в детской поэзии // Там же. С. 578—604.

### Символика народной культуры
- Почему «решетом свету наношено»? // Русская речь. 1985. № 1. С. 121—123.
- Откуда у Бабы-Яги ступа? // Русская речь : журнал. — 1989. — Июль—Август (№ 4). — С. 126—130. Архивировано 10 августа 2017 года.(4.03.2016)
- Символика и ритуальные функции предметов материальной культуры // Этнографическое изучение знаковых средств культуры. Л., 1989. С. 89-101.
- Домашняя утварь в поверьях и обрядах Полесья // Этнокультурные традиции русского сельского населения XIX-начала XX в., M., 1990. С. 67-135.
- Перепекание детей в ритуалах и сказках восточных славян // Фольклор и этнографическая действительность, СПб., 1992. С. 114—118.
- Горшок // Славянские древности: Этнолингвистический словарь. М., 1995. Т. 1. С. 526—530.
- Дежа // Славянские древности: Этнолингвистический словарь. М., 1999. Т. 2. С. 45-49.
- Земля // Славянские древности: Этнолингвистический словарь. М.: Международ. отношения, 1999. Т. 2. С. 315—321 (в соавт. с О. В. Беловой, Л. Н. Виноградовой).
- Еда // Славянские древности: Этнолингвистический словарь. М., 1999. Т. 2. С. 176—178.
- Дитя на выпекании // Родина. 2001. № 8. С. 96-99.
- Ложка // Славянские древности: Этнолингвистический словарь. М., 2004. Т. 3. С. 129—134.
- Печь // Славянские древности: Этнолингвистический словарь. М., 2009. Т. 4. С. 39-44.
- Решето // Славянские древности: Этнолингвистический словарь. М., 2009. Т. 4. С. 432—437.
- Стол // Славянские древности: Этнолингвистический словарь. М., 2012. Т. 5. С. 165—170.
- Тоска // Там же. 296—298.

### Эрос в русской культуре
- Эротика в русском фольклоре // Русский эротический фольклор: Песни. Обряды и обрядовый фольклор. Народный театр. Заговоры. Загадки. Частушки / Сост. А. Л. Топорков. М., 1995.С. 5-18.
- Русский эротический фольклор: Песни. Обряды и обрядовый фольклор. Народный театр. Заговоры. Загадки. Частушки / Сост. А. Л. Топорков. М., 1995.
- Секс и эротика в русской традиционной культуре / Сост. А. Л. Топорков. М., 1996. 534 с.
- Эрос и порнография в русской культуре / Под ред. М. Левитта и А. Топоркова Москва. 1999. 700 с.
- Малоизвестные источники по славянской этносоциологии (конец XIX — начало XX в.) // Этнические стереотипы мужского и женского поведения. СПб., 1991. С. 307—318.
- Ритуальное обнажение в народной культуре славян // Мифология и повседневность: Гендерный подход в антропологических дисциплинах. СПб., 2001 (в соавт. с Т. А. Агапкиной).
- Любовная магия // Славянские древности. М., 2004. Т. 3. С. 154—158.
- Нагота // Славянские древности. Этнолингвистический словарь. М., 2004. Т. 3. С. 355—359(в соавт. с Т. А. Агапкиной, М. М. Валенцовой)
- Целовать // Славянские древности: Этнолингвистический словарь. М., 2012. Т. 5. С. 482—485.

### Народное православие и язычество
- Материалы по славянскому язычеству (культ матери-сырой земли в дер. Присно) // Древнерусская литература: Источниковедение. Л., 1984. С. 222—233.
- К проблеме этнографического контекста календарных песен // Славянский и балканский фольклор: Духовная культура Полесья на общеславянском фоне. М.: Наука, 1986. С. 76-88 (в соавт. с Т. А. Агапкиной).
- Воробьиная (рябиновая) ночь в языке и поверьях восточных славян // Славянский и балканский фольклор, 1989. С. 230—253 (в соавт. с Т. А. Агапкиной).
- Материалы по славянскому язычеству (древнерусские свидетельства о почитании деревьев) // Литература Древней Руси: Источниковедение. Л.: Наука, 1988. С. 224—235 (в соавт. с Т. А. Агапкиной).
- Давній украінський обряд i пов’язана з ним пісня // Народна творчість та етнографія. 1989. № 4. С. 8-13 (в соавт. с Т. А. Агапкиной).
- Народное православие и язычество Полесья // Язычество восточных славян. Л., 1990 (в соавт. с С. Н. Оболенской).
- Чур меня! // Рус. речь. 1991. № 1. С. 68-75.
- Битье посуды; Голова; Гончар; Горшок; Дежа; Еда; Кабинетная мифология; Кукиш; Ложка; Мост; Нагота (в соавт. С Т. А. Агапкиной); Нож; Огонь; Окно; Переправа; Печь; Питье; Пожар; Порог; Поцелуй; Прощание; Река; Рука; Свет; Сердце; Сито; Смотреть; Солнце; Стол; Ступа и пест; Хлеб; Хлеб-соль // Славянская мифология : Энциклопедический словарь. — 2-е изд., испр. и доп. — М.: Международные отношения, 2002. — 510 с.
- Что можно найти в бане, отправившись туда в полночь? (По поводу книги Вильяма Фрэнсиса Райана «Баня в полночь: Исторический обзор магии и гаданий в России» / Пер. С англ. М.: Новое литературное обозрение, 2006. 720 с.; ил.) // Антропологический форум. 2007. № 7. С. 351—371.
- Мифологический образ дерева, растущего из женского тела // Славянский и балканский фольклор. Виноградье. М., 2011. Вып. 11. С. 305—314.
- «Прожила как в мельничном колесе, вот таку жись»: записи мифологической и биографической прозы из с. Тихманьга // О своей земле, своей вере, настоящем и пережитом в России XX—XXI вв. (к изучению биографического и религиозного нарратива) / Под ред. Е. Б. Смилянской. М.: «Индрик», 2012. С. 261—328 (в соавт. с А. Б. Ипполитовой).

### Этикет
- У истоков этикета: Этногр. очерки. Л., 1990. 165 с. (в соавторстве с А. К. Байбуриным).
- На кудыкину гору // Рус. речь. 1990. № 3. С. 141—144.
- Происхождение элементов застольного этикета у славян // Этнические стереотипы поведения, Л., 1985. С. 223—242.
- Структура и функции сельского застольного этикета у восточных славян // Этнознаковые функции культуры. М., 1991. С. 190—203.
- Суеверные приметы и мифология повседневности // Мифология и повседневность: Мат-лы науч. конф. 18-20 февраля 1998 года. СПб., 1998. С. 32-42.
- Пьянство // Славянские древности: Этнолингвистический словарь. М., 2009. Т. 4. С. 377—382.

### История фольклористики
- Даль Владимир Иванович // Русские фольклористы. Биобиблиографический словарь. XVIII—XIX вв.: СПб., 2017. Т.2: Д-Кошурников. С. 3-14.
- Котляревский Александр Александрович // Там же. С.742-748.
- Афанасьев Александр Николаевич // Русские фольклористы. Биобиблиографический словарь. XVIII—XIX вв.: В 5 т. / Под ред. Т. Г. Ивановой. СПб.: Дмитрий Буланин, 2016. Т.1: А — Г. С.174-185.
- Буслаев Федор Иванович // Там же. С. 496—508.
- Ветухов Алексей Васильевич // Там же. С. 623—630.
- Неизвестные страницы русской фольклористики / Отв. ред. чл.-корр. РАН А. Л. Топорков. М.: «Индрик», 2015. 576 с.
- Русские формалисты и изучение фольклора // Там же. С. 38-55.
- Фольклорные темы на заседаниях Московского лингвистического кружка (вступительная статья и подготовка текста А. Л. Топоркова; комментарии А. Л. Топоркова и А. А. Панченко) // Там же. С. 56-141.
- Теория мифа в русской филологической науке XIX века М.: Индрик, 1997.
- Русские фольклористы: Биобиблиографический словарь. Пробный выпуск / Отв. ред. Т. Г. Иванова и А. Л. Топорков. М.: ПРОБЕЛ-2000, 2010. 240 с.
- А. А. Потебня. Слово и миф / Отв. ред. А. К. Байбурин; Составление, подготовка текста и примечания А. Л. Топоркова. М.: Правда, 1989. 623 с.
- Д. К. Зеленин. Избранные труды. Статьи по духовной культуре. 1901—1913 / Отв. редактор и составитель А. Л. Топорков; Вступ. ст. Н. И. Толстого; Подг. текста, сост. указателей Т. А. Агапкиной; Коммент. Т. А. Агапкиной, Л. Н. Виноградовой и др. М.: Индрик, 1994. 400 с.
- Е. Н. Елеонская. Сказка, заговор и колдовство в России]. Сб. трудов / Отв. редактор А. Л. Топорков; Сост. и вступ. ст. Л. Н. Виноградовой; Подг. текста Л. Н. Виноградовой, Н. А. Пшеницыной; Коммент. Л. Н. Виноградовой, Н. А. Пшеницыной. М.: Индрик, 1994. 272 с.
- Афанасьев А. Н. Происхождение мифа: Ст. по фольклору, этнографии и мифологии] / Сост., подгот. текста, послесл. и коммент. А. Л. Топоркова. М., 1996. 638 с.
- Рукописи, которых не было: Подделки в области славянского фольклора / Изд. подг. А. Л. Топорков, Т. Г. Иванова, Л. П. Лаптева, Е. Е. Левкиевская. М.: Ладомир, 2002. 970 с.
- Буслаев Ф. Догадки и мечтания о первобытном человечестве / Сост., подготовка текста, статья и коммент. А. Л. Топоркова. М.: Росспэн, 2006. 703 с.
- Потебня А. А. Символ и миф в народной культуре / Сост., подг. текстов, ст. и коммент. А. Л. Топоркова. М., 2007.
- Из рукописных материалов П. Г. Богатырева // Русская речь. 1988. № 6. С. 95-99.
- Из истории науки.)В. И. Даль. Условный язык петербургских мошенников (подг. публ. и вступит. статья)] // Вопр. языкознания. 1990. № 1. С. 133—137.
- Об источниках «Поэтических воззрений славян на природу» // «А. Н. Афанасьев. Поэтические воззрения славян на природу». Справочно-библиографические материалы. М., 2000. С. 7-49.
- Предвосхищение понятия «архетип» в русской науке XIX века // Литературные архетипы и универсалии. М., 2001. С. 348—368.
- Книга В. И. Даля «О поверьях, суевериях и предрассудках русского народа» // «Индрик»: 10 лет. М., 2003. С. 178—184.
- Русские фольклористы: Биобиблиографический словарь // Антропологический форум. 2009. № 11 Online. С. 1-10.
- Русский волк-оборотень и его английские жертвы // НЛО. 2010. № 103. С. 140—151.
- Два издания книги П. Г. Богатырева «Магические действия, обряды и верования Закарпатья» (1929/1971) в научном контексте XX века // Антропологический форум. 2010. № 14. Online. С. 127—159.
- Фольклористы на пути от исторической поэтики к Большому террору. По поводу книги Т. Г. Ивановой «История русской фольклористки XX века: 1900 — первая половина 1941 г.» (СПб.: «Дмитрий Буланин», 2009. 800 с., ил.). // НЛО. 2011. № 107. C. 319—328.
- А. Н. Афанасьев в полемике с Н. Г. Чернышевским? (Эпизод из журнальной полемики 1850-х гг.) // Из истории русской фольклористики. СПб., 2013. Вып.8. С.369-418.
- Ранние записи фольклора как историко-филологическая проблема // Фольклор: Ранние записи. М., 2015. С. 9-33.
- Функционально-структуральный метод П. Г. Богатырева и проблемы истории русской фольклористики // Функционально-структуральный метод П. Г. Богатырева в современных исследованиях фольклора. Сборник статей и материалов / Отв. редакторы С. П. Сорокина и Л. В. Фадеева. М.: Государственный институт искусствознания, 2015. С. 18-33.
- Фольклористика в междисциплинарном диалоге // Труды Отделения историко-филологических наук РАН. 2015 / Отв. ред. В. А. Тишков; [сост. Н. В. Тарасова]. М., 2016. С. 23-41.
- Проблемы фольклора в научном наследии Д. С. Лихачева // Труды Отделения историко-филологических наук РАН. 2015 / Отв. ред. В. А. Тишков; [сост. Н. В. Тарасова]. М., 2016. С. 154—180.
- Проблема «фейклора» в славянской фольклористике // Письменность, литература, фольклолр славянских народов. История славистики. XVI Международный съезд славистов. Белград, 20—27 августа 2018 г. Доклады российской делегации. М.: Ин-т русского языка им. В. В. Виноградова РАН, 2018. С. 377—395.
- Эпизод из истории русской фольклористики: Письма Г. И. Парихина к И. П. Сахарову // Литературный факт. 2018. Т. 8. С. 68-103.

### Работы на иностранных языках
- Aux sources de l’étiquette: Ẻtudes ethnographiques. Presses Universitaires Blaise Pascal, 2004. 321 p. (in collab. with A.K. Baϊbourine).
- Oral Charms in Structural and Comparative Light. Proceedings of the Conference of the International Society for Folk Narrative Research’s (ISFNR) Committee on Charms, Charmers and Charming. 27-29th October 2011, Moscow / Editors: Tatyana A. Mikhailova, Jonathan Roper, Andrey L. Toporkov, Dmitry S. Nikolayev. — Moscow: PROBEL-2000, 2011. — 222 p.
- Eros and Pornography in Russian Culture / Ed. by M. Levitt and A. Toporkov. Moscow, 1999.
- The Origin of Slavic Table Etiquette // Культурология : The Petersburg Journal of Cultural Studies, 1993, vol.1, n°4, pp. 114–134.
- Rebaking of Children in Eastern Slavic Rituals and Fairy-Tales] // Культурология : The Petersburg Journal of Cultural Studies, 1993, vol. 1, n° 3, pp. 15–21.
- L'étiquette à table chez les Slaves de l’Est: point de vue mythologique] // La Revue russe. 1995. № 8. P. 51-59.
- The devil’s candle: street lighting // History Today, Nov., 1996, p. 34-36.
- Les fonctions symboliques des objets dans la culture paysanne russe // Cahiers slaves. 1997. № 1. P. 157—180.
- Les fonctions rituelles et mythologiques du baiser chez les Slaves de l’Est] // Revue des еtudes Slaves. Paris, 1997. T. 69.N 4. P. 519—527.
- Littérature orale et folklore érotique russe dans les éditions françaises et allemandes (fin du XIXe — début XXe siècle)"], in: Philologiques IV. Transferts culturels triangulaires France-Allemagne-Russie, sous la dir. de Katia Dmitrieva et Michel Espagne. Paris, 1996. P. 245—255.
- Russian Love Charms in a Comparative Light // Charms, Charmers and Charming: International Research on Verbal Magic / Ed. by Jonathan Roper. Palgrave Macmillan, 2008. P. 119—144.
- La symbolique du corps dans les formules magiques en Russie aux XVIIe-XVIIIe siecles // Le corps dans la culture Russe et au-dela / Textes reunis par G. Kabakova et Fr. Conte. Cahiers Slaves, № 9. Paris, 2008. P. 165—185.
- Verbal Taboos in Contemporary Records // Anthropology and Archeology of Eurasia. 2009. V. 47. № 4. P. 58-74 (in collab with T. Il’ina).
- What Can You Find in the Banya If You Go There at Midnight? (Rewiew of W.F.Raiyan [Ryan]. Bania v polnoch: Istoricheskii obzor magii i gadanii v Rossii. M., 2006) // Forum for Anthropology and Culture. 2009. № 5. P.425-444.
- Verbal Charms From a Seventeenth-Century Russian Manuscript Архивная копия от 6 января 2019 на Wayback Machine // Incantatio: An International Journal on Charms, Charmers and Charming.1912. № 2. P. 42-54.
- «Actes magiques, rites et croyances en Russie subcarpathique: le contexte russe», in : S. Tchougounnikov, C. Trautmann-Waller (éd.), Pëtr Bogatyrëv et les débuts du Cercle de Prague. Recherche ethnographiques et théâtrales, Paris, Université de Paris-3, 2013, pp. 95–115.
- Charm indexes: problems and perspectives // The Power of Words: Studies on Charms and Charming in Europe / Edited by James Kapaló, Éva Pócs and William Ryan. Budapest, New York, Central European University Press, 2013. P. 71-99.
- Verbal Charms Against Authorities and Judges in Seventeenth- and Eighteenth-Century Russia // Russian History 40 (2013) 532—539 (Witchcraft Casebook: Magic in Russia, Ukraine, Poland, and the Grand Duchy of Lithuania, 15th-21st Centuries).
- The Slavic and German Versions of the Second Merseburg Charm Архивная копия от 25 июня 2016 на Wayback Machine // Incantatio: An International Journal on Charms, Charmers and Charming. 2013. № 3. P. 43-59 (in collab. with T. Agapkina, V. Karpov).
- Wondrous dressing with celestial bodies in Russian charms and lyrical poetry // Folklore. 2018. V. 71. P. 207—216.
- St Sisinnius’ Legend in Folklore and Handwritten Traditions of Eurasia and Africa (Results and Perspectives of the Research) // Studia Litterarum. 2019. Т. 4. № 2. С. 312—341.
- The Image of Toska (Melancholy) in Russian Love Spells // Magic, Texts and Travel. Homage to a Scholar, Will Ryan / Edited by Janet M. Hartley and Denis J. B. Shaw. London: Study Group on Eighteenth-Century Russia, 2021. P. 100—113.
- The Carol About the Pagan Rite of Sacrifice of a Goat and Its Interpretation in Russian Scholarship of the 19th-20th Centuries // // Religions May 2021, 12(5):366 (1-11).

### Русский символизм
- «Вечные» сюжеты и образы в литературе и искусстве русского модернизма / Отв. ред. чл.-корр. РАН А. Л. Топорков. М.: «Индрик», 2015. 416 с. (Серия «„Вечные“ сюжеты и образы»; вып. 1).
- Мифологические образы в литературе и искусстве / Отв. ред. М. Ф. Надъярных, Е. В. Глухова. М.: Индрик, 2018. 384 с., илл. (Серия «„Вечные“ сюжеты и образы»; вып. 2)
- Утопия и эсхатология в русской культуре первой трети XX века / Сост. и отв. ред. О. А. Богданова, А. Г. Гачева. М.: Индрик, 2016. 712 с., илл. (Серия «„Вечные“ сюжеты и образы»; вып. 3)
- Новозаветные образы и сюжеты в культуре русского модернизма / Сост. и отв. ред. О. А. Богданова, А. Г. Гачева. М.: Индрик, 2018. 720 с., илл. (Серия «„Вечные“ сюжеты и образы»; вып. 4)
- Иванов Вяч. Повесть о Светомире царевиче / Изд. подг. А. Л. Топорков, О. Л. Фетисенко, А. Б. Шишкин. М.: «Ладомир», 2015. 834 с. (Серия «Литературные памятники»).
- «Повесть о Светомире царевиче» Вяч. Иванова: от замысла до его воплощения // Там же. С. 175—214.
- Источники «Повести о Светомире царевиче» Вяч. Иванова: древняя и средневековая книжность и фольклор". М.: Индрик, 2012. 498 с.
- Из мифологии русского символизма. Городское освещение // Мир А. Блока. Блоковский сборник. Учен. зап. Тартус. гос. ун-та, вып. 657. Тарту, 1985, с. 101—112.
- Некоторые замечания по поводу переписки Вяч. Иванова и Лидии Зиновьевой-Аннибал // Donum homini universalis: Сборник статей в честь 70-летия Н. В. Котрелева. М., 2011. С. 397—408.
- Философы русского зарубежья о мифе и западных исследователях мифологии(по материалам журнала «Путь») // Миф и художественное сознание XX века. М., 2011. C. 438—461.
- Сюжет о Егории Храбром — волчьем пастыре в славянском фольклоре и русской литературе первой трети XX в. // Письменность, литература, фольклор славянских народов. История славистики. XV Международный съезд славистов. Минск, 20-27 августа 2013 г. Доклады российской делегации. М., 2013. С. 529—557.
- Отзвуки Данте в «Повести о Светомире царевиче» Вяч. Иванова // Память литературного творчества. М.: ИМЛИ, 2014. С. 519—536.
- Стихотворение А. А. Блока «Царица смотрела заставки…» и духовный стих о Голубиной книге // Русская литература. 2015. № 2. С. 192—203 (в соавт. с Д. М. Магомедовой).
- Символика и функции сновидений в «Повести о Светомире царевиче» Вяч. Иванова // Изв. РАН. Сер. лит-ры и языка. 2015. Т. 74. № 4. С. 17-34.
- Повесть А. М. Ремизова «О безумии Иродиадином», пьеса Оскара Уайльда «Саломея» и «Песнь песней» царя Соломона // «Вечные» сюжеты и образы в литературе и искусстве русского модернизма". М., 2015. С. 170—191.
- «Стих о Святой горе» Вяч. Иванова: опыт интерпретации. Статья первая // Studia litterarum: Литературные исследования. Научный журнал. 2016. Т. 1. № 3-4. С. 298—324.
- Стихотворение Вяч. Иванова «Три гроба»: источники и символическая структура. Часть первая // Новый филологический вестник. 2017. № 3(42). С. 198—213.
- Магия — фольклор — литература. Введение в тему // Russian Literature. 2017. № 93/94. С. 1-45. Соавт.: Д. Иоффе, А. Юдин.
- Стихотворение Вяч. Иванова «Три гроба»: источники и символическая структура. Статья вторая // Новый филологический вестник. 2018. № 2 (45). С. 154—166.
- «Стих о Святой Горе» Вяч. Иванова: опыт интерпретации. Статья вторая // Studia Litterarum: Литературные исследования. Научный журнал. 2018. Т. 3. № 4. С. 216—239.
- Фольклорные стилизации И. П. Сахарова в статье А. А. Блока «Поэзия заговоров и заклинаний» // Русская литература. 2020. № 4. C. 65-81.
- Статья Александра Блока «Поэзия заговоров и заклинаний» как эзотерический текст. Часть первая //

Новый филологический вестник. 2021. № 1 (56). С. 147—161 (в соавт. с А. Л. Рычковым).

### Другое
- Неизданные стихотворения М. В. Милонова // Памятники культуры. Новые открытия. Ежегодник. 1983. Л.: Наука, 1985. С. 39-44.
- История Ивана Тревоги // Публицистика и исторические сочинения периода феодализма. Новосибирск, 1989. С. 246—276.
- Авантюрная автобиография И. И. Тревогина // Памятники культуры. Новые открытия: Ежегодник. 1990. М., 1992. С. 49-75 (в соавт. с Е. Е. Дмитриевой).
- Иван-дурак в стране юнгиан (Обзор книг по психоаналитическому подходу к мифу и фольклору) // Новое литературное обозрение. 1999. № 5 (39). С. 352—359.
- Миф: традиция и психология восприятия // Мифы и мифология в современной России. М., 2000. С. 39-64.
- Фольклорные формы словесности // Теория литературы. Т. 3. М., 2003. С. 133—157.
- Вербальные запреты в современных записях // АБ-60. Сборник статей к 60-летию А. К. Байбурина. СПб., 2007. С. 133—145 (Studia Ethnologica; Вып. 4) (в соавт. с Т. С. Ильиной).
- [Ответы на вопросы редакции] Об изучении славянской традиционной культуры в России // Традиционная культура. 2008. № 2. С. 7-8, 9-12, 14.
- Ответы на вопросы редколлегии // Антропологический форум. 2009. № 10. Форум о форуме (или о состоянии дискуссионного поля науки). С. 143—150.
- Риторика фольклористики (Рец. на кн.: Каргин А. С. Прагматика фольклористики: Сб. статей, докладов, эссе. М., 2008) // Новое литературное обозрение. 2009. № 99.
- Мифологическое в жизни современной севернорусской деревни // Миф в фольклорных традициях и культуре новейшего времени. М., 2009. С. 5-34 (совм. с Т. С. Ильиной).
- Этнологические экспедиции как средство приобщения студентов к культурным традициям // Полевые исследования студентов РГГУ: Этнология. Фольклористика. Лингвистика. Религиоведение. М., 2009. Вып.4. С. 183—195.
- Российско-французская летняя школа «Жизнетворчество, мистификации и подделки в России и Франции» // Антропологический форум. 2010. № 12. C. 1-11 (в соавт. с А. Строевым)
- Новые исследования по древнерусской визуальной демонологии // Новое литературное обозрение. 2014. № 128. С. 351—357.
- Мониторинг научной жизни антропологического сообщества (2015 г.) // Антропологический форум. 2015. № 25. С. 254—260.
- Форум: фольклорист на чужом поле // Фольклор: структура, типология, семиотика. 2020. Т. 3, № 2. С. 15-48 (с. 28-37).
- Форум: Авторы, рецензенты, редакторы // Антропологический форум. 2021. No 50. С. 11-100 (C. 69-73).

## Гражданская позиция
Топорков вместе с рядом академиков, членов-корреспондентов и профессоров РАН подписал письмо в поддержку В. В. Кудрявцева — пожилого математика из ЦНИИмаш, обвинённого в госизмене за участие в открытом международном космическим проекте Transhyberian, выполнявшимся в рамках Седьмой рамочной программы Евросоюза.
В феврале 2022 года подписал открытое письмо российских учёных и научных журналистов с осуждением вторжения России на Украину и призывом вывести российские войска с украинской территории.